# Стюарты из Бьюта

Герб вождей клана Стюарт из Бьюта, маркизов Бьют

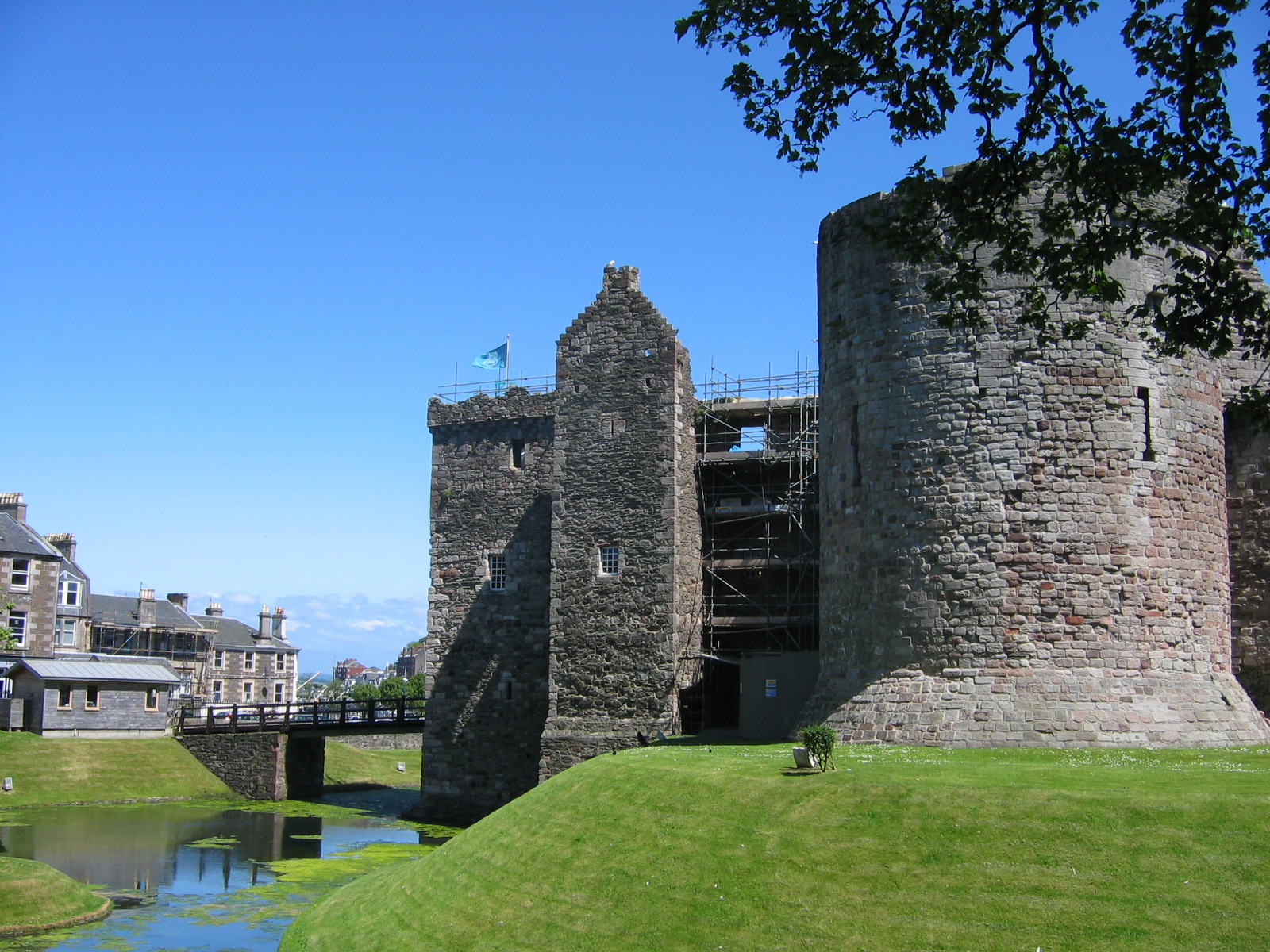
Замок Ротсей, резиденция вождей клана Стюарт из Бьюта в XVI—XVII веках

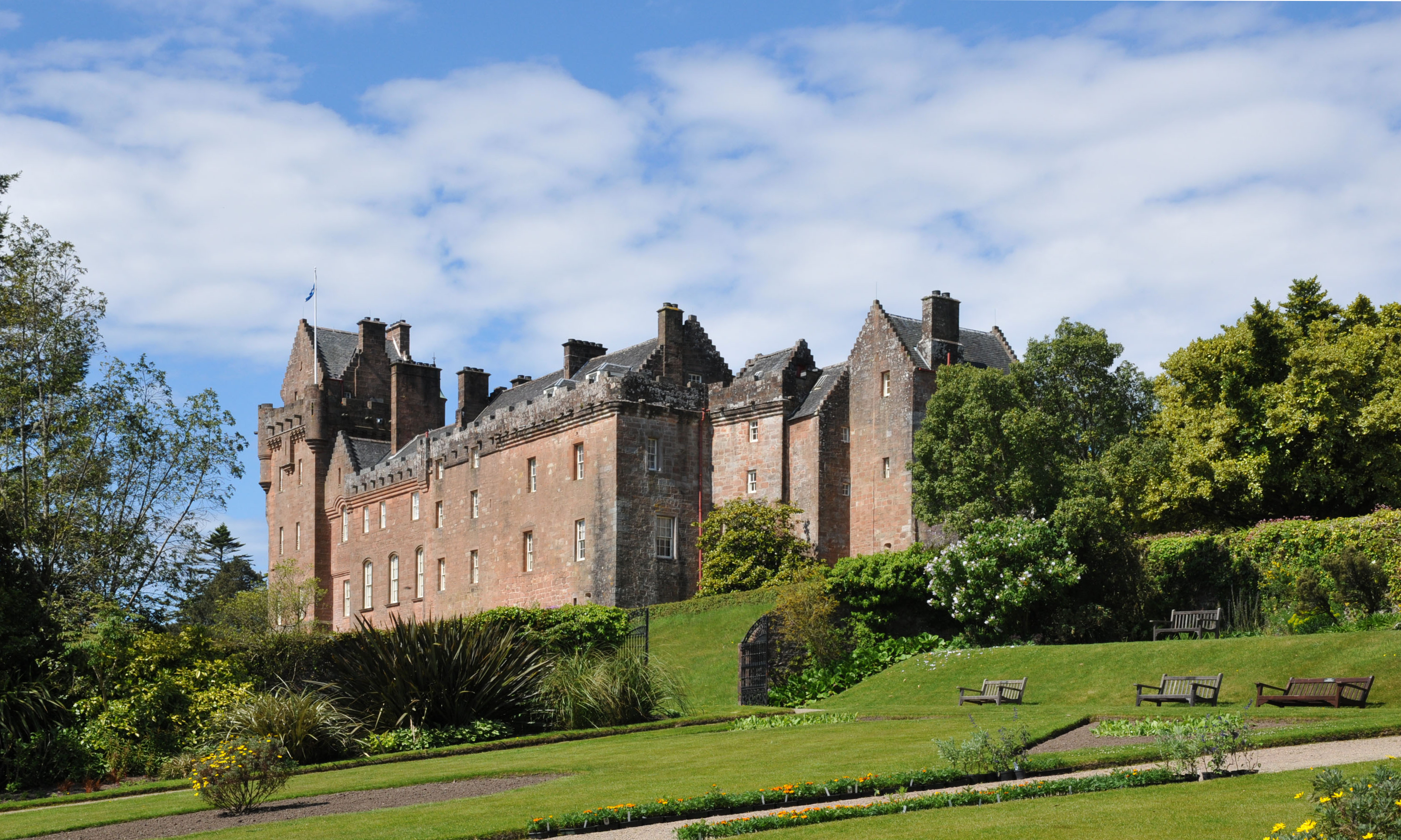
Замок Бродик

Клан Стюарт из Бьюта (шотл. — Clan Stuart of Bute) — один из кланов горной Шотландии (Хайленда), одна из ветвей клана Стюарт.

## Происхождение
Стюарты, сенешали Доля, родом из Бретани, прибыли к Шотландии через Англию, когда король Шотландии Давид I в 1124 году объединил под своей верховной властью всю Шотландию. В Шотландии Стюарты поднялись до высоких званий, получив должность лорда-стюарда Шотландии. Вследствие брака с Марджори, дочерью короля Роберта Брюса, Стюарты получили право на королевский престол Шотландии, когда король Шотландии Давид II Брюс, единственный сын Роберта Брюса, скончался бездетным.
Роберт Стюарт, который правил как король Роберт II (1371—1390), дал своему внебрачному сыну, Джону (1360—1445/1449), острова Бьют, Арран и Грейт-Камбрей. Король подарил ему эти земли в графстве и должность шерифа. Это было подтверждено в уставе короля Шотландии Роберта III в 1400 году.

## XV век
Джеймс Стюарт был шерифом Бьюта между 1445 и 1449 годами. Его преемником стал его сын Уильям, который был также хранителем замка Бродик на острове Арран. Его сын — Ниниан Стюарт был утвержден на посту шерифа Бьюта и земель Ардмалейш (шотл. — Ardmaleish), Гринан (шотл. — Greenan), Милл Килкаттен (шотл. — Mill Kilcatten), а также Корригиллис (шотл. — Corrigillis). Ниниан Стюарт получил звание капитана и хранителя замка Ротсей на острове Бьют в 1498 году от короля Шотландии Якова IV Стюарта. Клан до сих пор считает это высокой честью и отмечает это знаками на своем гербе.

## XVI век
Ниниан Стюарт был женат трижды. В 1539 году его сменил на посту вождя клана его сын Джеймс Стюарт. Джеймс пострадал во время войны между графом Аррана, регентом Шотландии, и графом Леннокса. Джеймсу Стюарту унаследовал его сын — Джон, что присутствовал на заседаниях парламента Шотландии в Эдинбурге в качестве комиссара от Бьюта.

## XVII век
В 1627 году сэр Джеймс Стюарт из Бьюта (ум. 1662) стал баронетом Новой Шотландии. Этот титул ему пожаловал король Англии и Шотландии Карл I Стюарт. В начале Гражданской войны сэр Джеймс Стюарт Бьют командовал гарнизоном замка Ротсей (шотл. — Rothesay). Замок и гарнизон он содержал за свой счет и храбро сражался за короля. Сэр Джеймс Стюарт Бют был назначен королевским лейтенантом за западе Шотландии. Он решил завладеть замком Дамбартон, но два фрегата, которые были направлены для оказания помощи, попали в штормовую погоду, причем один из них был полностью разрушен. В результате сэр Джеймс Стюарт был вынужден бежать в Ирландию. Когда Оливер Кромвель победил, сэр Джеймс Стюарт был вынужден заплатить существенный штраф, чтобы выкупить свои имения, на которые были наложен арест.
Внук и тезка сэра Джеймса Стюарта — Джеймс Стюарт (ум. 1710) в 1681 году был назначен полковником местной милиции. Этот Джеймс Стюарт поддержал Вильгельма Оранского и его жену, королеву Марию Стюарт.

## XVIII век
Во время правления королевы Анны, королевы Великобритании, Джеймс Стюарт стал тайным советником и комиссаром для проведения переговоров о заключении договора об унии между Англией и Шотландией. Он получил титул граф Бьюта в 1703 году, а также титул виконта Кингарта (шотл. — Kingarth), лорда Стюарта, Кумра и Инхмарнока. Но в 1706 году граф Бьют был уверен, что союз с Англией не будет, и прекратил свою поддержку Союза, когда он понял, что парламент будет голосовать в пользу альянса. Джеймс Стюарт женился на Агнессе, старшей дочери сэра Джорджа Маккензи.
Во время правления короля Великобритании Георга I Джеймс Стюарт, 2-й граф Бьют (до 1696—1723), был назначен комиссаром по торговле и полиции Шотландии, лордом-лейтенантом Бьюта, а также лордом королевской опочивальни. Во время восстания якобитов в 1715 году он командовал отрядами милиции Бьюта и Аргайла и сделал все, чтобы эта часть Шотландии оставалась мирной.
Джон Стюарт, 3-й граф Бьют (1713—1792), был наставником принца Георга и когда он стал королем Георгом III, граф Бьют стал тайным советником и первым лордом Казначейства. В 1762—1763 годах 3-й граф Бьют занимал должность 7-го премьер-министра Великобритании. Он заключил договор с Францией в 1763 году, который завершил Семилетнюю войну. Его преемником стал его сын, Джон Стюарт, 4-й граф Бьют (1744—1814), барон Маунтстюарт с 1794 года. В 1796 году ему был пожалован титул 1-го маркиза Бьюта. Джон Стюарт, лорд Маунтстюарт (1767—1794), старший сын и наследник 1-го маркиза Бьюта (который скончался при жизни отца), женился на леди Элизабет Пенелопе, дочери и наследнице Патрика Макдуала, 6-го графа Дамфриса (1726—1803).

## Современная история
Джон Крайтон-Стюарт, 2-й маркиз Бьют (1793—1848), был известным промышленным магнатом, который построил доки в Кардиффе, чтобы конкурировать с доками Ливерпуля. К 1900 году Кардифф стал крупнейшим угольным портом в мире.
Джон Крайтон-Стюарт, 3-й маркиз Бьют (1847—1900), отреставрировал замок Кох и замок Кардифф. Это он сделал как дань уважения к искусству высокого средневековья.

## Вождь клана
Вождем клана Стюарт Бьют сейчас является Джон Крайтон-Стюарт, 7-й маркиз Бьют (род. 1958), более известный как автогонщик Джонни Дамфрис. Он стал преемником своего отца, Джона Крайтона-Стюарта, 6-го маркиза Бьюта (1933—1993), который имел страсть к шотландской старине и получил рыцарское звание за свои усилия по исследованию и сохранению шотландской старины, прежде чем он умер в 1993 году.
Нынешний вождь — Джон Колум Крайтон-Стюарт, 7-й маркиз Бьют, 12-й граф Дамфрис, граф Бьют, граф Виндзор, виконт Эйр, виконт Кингарт, виконт Маунтджой, лорд Крайтон из Санкуара, лорд Санкуар, лорд Крайтон из Санкуара и Камнока, лорд Маунтстюарт, Камры и Инчмарнок, барон Маунтстюарт из Уортли, барон Кардифф из замка Кардифф, баронет из Бьюта, наследственный хранитель замка Ротсей, наследственный шериф и коронер графства Бьют.

## Замки клана
- Замок Бродик (шотл. — Brodick Castle)
- Замок Ротсей (шотл. — Rothesay Castle).